# Unterbäch
Unterbäch (gsw. Unnerbäch) – miejscowość i gmina (Politische Gemeinde) w południowej Szwajcarii, w kantonie Valais, w okręgu (Bezirk) Westlich Raron. 

## Demografia
W Unterbäch mieszka 478 osób. W 2021 roku 10,9% populacji gminy stanowiły osoby urodzone poza Szwajcarią. 